# Pataskala (Ohio)
Pataskala es una ciudad ubicada en el condado de Licking en el estado estadounidense de Ohio. En el Censo de 2010 tenía una población de 14962 habitantes y una densidad poblacional de 201,19 personas por km².

## Geografía
Pataskala se encuentra ubicada en las coordenadas 40°0′37″N 82°42′53″O / 40.01028, -82.71472. Según la Oficina del Censo de los Estados Unidos, Pataskala tiene una superficie total de 74.37 km², de la cual 74.12 km² corresponden a tierra firme y (0.33%) 0.25 km² es agua.

## Demografía
Según el censo de 2010, había 14962 personas residiendo en Pataskala. La densidad de población era de 201,19 hab./km². De los 14962 habitantes, Pataskala estaba compuesto por el 89.97% blancos, el 5.96% eran afroamericanos, el 0.27% eran amerindios, el 0.68% eran asiáticos, el 0.02% eran isleños del Pacífico, el 0.59% eran de otras razas y el 2.51% pertenecían a dos o más razas. Del total de la población el 2.05% eran hispanos o latinos de cualquier raza.